# Dusky Ledge
Dusky Ledge är en bergstopp i Antarktis. Den ligger i Östantarktis. Australien gör anspråk på området. Toppen på Dusky Ledge är 1 100 meter över havet.
Terrängen runt Dusky Ledge är huvudsakligen kuperad, men åt nordost är den platt. Terrängen runt Dusky Ledge sluttar norrut. Trakten är obefolkad. Det finns inga samhällen i närheten. 